# Federazione calcistica della Repubblica Serba di Bosnia ed Erzegovina
La Federazione di Calcio della Repubblica Serba (Фудбалски Савез Републике Српске,ФСРС-FSRS) è l'organizzazione calcistica che controlla e organizza il calcio nella Repubblica Serba di Bosnia ed Erzegovina. Essa non è riconosciuta né dalla FIFA né dalla UEFA. Non deve esser confusa con la Federazione Calcistica della Serbia

## Storia
Essa venne fondata nel settembre 1992, nel pieno della guerra civile in Bosnia. Nel 2002 si giunse ad avere una Federazione calcistica bosniaca unitaria e riconosciuta dalle tre etnie. Nonostante ciò la FSRS ha continuato la sua attività; continua a organizzare ben nove campionati (a livello nazionale e regionale) annuali e la Coppa della Repubblica Serba e controlla sotto la sua giurisdizione la Selezione di calcio della Repubblica Serba, ne è presidente Mile Kovačević.